# Madison Love
Madison Love (Los Angeles, 19 april 1995) is een Amerikaans singer-songwriter. Ze staat onder contract onder het label APA en heeft meegeschreven aan nummers van Madison Beer, Melanie Martinez, Lady Gaga, Selena Gomez, Katy Perry, P!nk, Demi Lovato, Camila Cabello, Kesha, Ava Max, Anitta and Kim Petras.

## Biografie
Love schreef in 2016 mee aan de single "Bad Things" van Machine Gun Kelly en Camila Cabello toen ze nog studeerde aan de New York-universiteit. Een jaar later schreef ze mee aan de single Him & I van G-Eazy en Halsey. In de Air-play Pop hitlijst van Billboard in 2018 haalde "Him & I" de eerste plaats. Love's eerste nimmer als uitvoerend producent was "Sweet But Psycho" van Ava Max. Love kende Max van haar studietijd en raakte bevriend met haar. Het nummer behaalde de eerste plaats in zeventien landen, waaronder in Duitsland en de nummer één positie in de UK Singles Chart voor vier weken.
Als zangeres werkte Love opnieuw samen met G-Eazy op het nummer "Mama Always Told Me". Andere samenwerking van Love zijn "Hurt People" met Two Feet, "Waste Love" met Machine Gun Kelly, "No Filter" met Black Coast, "Waiting For You" met Coyote Kisses en "I Love You" met Axwell Λ Ingrosso. In 2024 had Love een samenwerking met Alesso en David Guetta waarmee ze de single "Never Going Home Tonight" uitbracht. De single haalde de Nederlandse Top 40 en werd door Radio 538 uitgeroepen tot Dancesmash.

## Privé
Love werd geboren in Los Angeles, Californië als dochter van vocal coach Roger Love. Love verhuisde naar New York waar ze haar carrière begon tijdens haar studie aan de Tisch School of the Arts, waar ze later aan afstudeerde.  In 2014 verscheen Love in de Teen Vogue serie Bryanboy Goes to College.
- MusicBrainz: d9152066-a306-477c-b07c-e5df0eb29eeb